# Salvatore - Questa è la vita
Salvatore - Questa è la vita è un film del 2006 co-scritto diretto da Gian Paolo Cugno. Presentato nella sezione per ragazzi "Alice nella città" della Festa del Cinema di Roma 2006, è uscito nelle sale italiane il 31 ottobre 2006.
È il primo film italiano prodotto dalla Buena Vista International. Il film è ambientato in Sicilia, a Portopalo di Capo Passero e nei dintorni di Pachino, in provincia di Siracusa.

## Trama
Salvatore Incatasciato è un bambino siciliano, orfano di mamma, che lavora con suo padre. In una cava di pietre a causa di un incidente sul lavoro, il padre di Salvatore muore schiacciato sotto il peso di esse. Sei mesi dopo arriva nel paese di Salvatore un insegnante romano di nome Marco Brioni, che accetta l'incarico annuale nella scuola locale. Mentre insegna, scopre che, nella sua classe, è presente un ragazzo che non viene mai alle lezioni, di nome Salvatore.
L'insegnante va a trovarlo e scopre che il bambino lavora come contadino e pescatore per mantenere la sua famiglia, composta dalla sorella Mariuccia e la nonna Maria. Brioni allora decide di andargli incontro e di fare lezioni a domicilio al bambino in modo che possa apprendere mentre lavora. I pomodori, che lui coltiva, li vende a un avido commerciante che li compra a poco prezzo. Col tempo fra Brioni e Salvatore nasce una profonda unione, difatti il maestro, per aiutare il ragazzo nei lavori, più volte non si presenta al posto di lavoro.
Laura Valvo, un'assistente sociale, viene a sapere la situazione e fa di tutto per aiutare Salvatore, ma ritenendo che il modo migliore sia affidare lui e la sorella ai servizi sociali, e per questo si scontra con Brioni, che ritiene che il bambino non debba vedere sfaldarsi il mondo in cui è cresciuto. Quando Brioni viene picchiato da emissari dell'avido commerciante, il Preside decide di far intervenire la Valvo, che conduce Salvatore e Mariuccia in una comunità per minori. Salvatore però scappa e si rifugia nel cimitero, piangendo sulla tomba dei genitori. Brioni, rimasto deluso dalla situazione, è quasi convinto a tornare a Roma ma il richiamo verso l'alunno è troppo forte e resta in Sicilia. Salvatore torna a casa e lì rincontra il maestro; qualche minuto dopo arrivano gli assistenti sociali che sono incaricati a riprendere Salvatore, ma vengono fermati da Brioni che decide di adottarlo, con l'approvazione della Valvo e degli assistenti sociali. Il maestro, insieme a Salvatore, decide di mandare avanti le serre, riescono a ristabilire il prezzo dei pomodori e a fare pace con i commercianti.

## Incassi
Il film nel primo weekend di apertura incassò 84.000 euro in tutte le sale italiane mentre gli incassi totali nel paese sono stati di 418.000 euro.